# Prinț de Wales
Prințul Țării Galilor (galeză Tywysog Cymru) este un titlu acordat în mod tradițional moștenitorului monarhului Regatului Unit al Marii Britanii și al Irlandei de Nord (și anterior al Angliei, al Marii Britanii și al Regatului Unit al Marii Britanii și al Irlandei), precum și al celor 15 alte elemente independente din Commonwealth. Pe 8 septembrie 2022, Charles, Prințul Țării Galilor a urcat pe tron. În primul discurs către public al noului monarh britanic, acesta l-a numit pe fiul său, William, ca nou Prinț al Țării Galilor .
Prințul Țării Galilor nu are, în prezent, nici un rol formal public sau responsabilitate care să fie legiferată de Parlament. William este, în prezent, Duce de Cornwall și de Cambridge, responsabil pentru Ducatul Cornwall.

## Lista Prinților Țării Galilor

### Prinț al Țării Galilor ca titlu independent
| Portret | Nume                 | Moștenitor al                     | Naștere | A devenit Prinț al Țării Galilor                                        | A încetat să fie Prinț al Țării Galilor | Deces                                   | Alte titluri    | Prințesă a Țării Galilor |
| ------- | -------------------- | --------------------------------- | ------- | ----------------------------------------------------------------------- | --------------------------------------- | --------------------------------------- | --------------- | ------------------------ |
|         | Dafydd ap Llywelyn   | fiul lui Llywelyn ab Iorwerth     | c.1215  | 11 aprilie 1240                                                         | 25 february 1246                        | 25 february 1246                        | -               | Isabella de Braose       |
|         | Llywelyn ap Gruffudd | N/A fiul lui Gruffydd ap Llywelyn | c.1223  | Folosit din 1258; recunoscut de Henric al III-lea la 29 septembrie 1267 | 11 decembrie 1282 ucis în bătălie       | 11 decembrie 1282 ucis în bătălie       | Lord de Snowdon | Eleanor de Montfort      |
|         | Dafydd ap Gruffudd   | fratele lui Llywelyn ap Gruffudd  | c.1238  | 11 decembrie 1282                                                       | 3 octombrie 1283 executat la Shrewsbury | 3 octombrie 1283 executat la Shrewsbury | Lord de Snowdon | Elizabeth Ferrers        |

### Prinț al Țării Galilor ca titlu al moștenitorului aparent al Angliei
| Portret | Nume                                                        | Moștenitor al lui  | Naștere            | A devenit Moștenitor al tronului | Numit Prinț al Țării Galilor | A încetat să fie Prinț al Țării Galilor                | Deces              | Alte titluri | Prințesă a Țării Galilor                                                                       |
| ------- | ----------------------------------------------------------- | ------------------ | ------------------ | -------------------------------- | ---------------------------- | ------------------------------------------------------ | ------------------ | --- | ---------------------------------------------------------------------------------------------- |
|         | Edward de Carnarvon, mai târziu Eduard al II-lea            | Eduard I           | 25 aprilie 1284    | 19 august 1284                   | 7 februarie 1301             | 7 iulie 1307 a devenit rege                            | 21 septembrie 1327 | Conte de Ponthieu și de Chester | –                                                                                              |
|         | Eduard de Woodstock, Prințul Negru                          | Eduard al III-lea  | 15 iunie 1330      | 15 iunie 1330                    | 12 mai 1343                  | 8 iunie 1376                                           | 8 iunie 1376       | Conte de Chester, Duce de Cornwall | Joan de Kent                                                                                   |
|         | Richard de Bordeaux, mai târziu Richard al II-lea           | Eduard al III-lea  | 6 ianuariey 1367   | 8 iunie 1376                     | 20 noiembrie 1376            | 22 iunie 1377 a devenit rege                           | 14 februarie 1400  | Conte de Chester, Duce de Cornwall | –                                                                                              |
|         | Henry de Monmouth, mai târziu Henric al V-lea               | Henric al IV-lea   | 16 septembrie 1387 | 30 septembrie 1399               | 15 octombrie 1399            | 21 martie 1413 a devenit rege                          | 31 august 1422     | Duce de Lancaster și de Cornwall, Conte de Chester | –                                                                                              |
|         | Eduard de Westminster                                       | Henric al VI-lea   | 13 octombrie 1453  | 13 octombrie 1453                | 15 martie 1454               | 11 aprilie 1471 Tată deposedat                         | 4 mai 1471         | Duce de Cornwall, Conte de Chester | Anne Neville                                                                                   |
|         | Eduard al V-lea                                             | Eduard al IV-lea   | 4 noiembrie 1470   | 11 aprilie 1471                  | 26 iunie 1471                | 9 aprilie 1483 a devenit rege                          | 1483?              | Duce de Cornwall, Conte de Chester | –                                                                                              |
|         | Eduard de Middleham                                         | Richard al III-lea | 1473               | 1483                             | 24 august 1483               | 9 aprilie 1484                                         | 9 aprilie 1484     | Duce de Cornwall, Conte de Chester și de Salisbury | –                                                                                              |
|         | Arthur Tudor                                                | Henric al VII-lea  | 20 septembrie 1486 | 20 septembrie 1486               | 29 noiembrie 1489            | 2 aprilie 1502                                         | 2 aprilie 1502     | Duce de Cornwall, Conte de Chester | Caterina a Aragonului                                                                          |
|         | Henric Tudor, mai târziu Henric al VIII-lea                 | Henric al VII-lea  | 28 iunie 1491      | 2 aprilie 1502                   | 18 februarie 1504            | 22 aprilie 1509 a devenit rege                         | 28 ianuarie 1547   | Duce de Cornwall și de York, Conte de Chester | –                                                                                              |
|         | Eduard Tudor, mai târziu Eduard al VI-lea                   | Henric al VIII-lea | 12 octombrie 1537  | 12 octombrie 1537                | 1537                         | 28 ianuarie 1547 a devenit rege                        | 6 iulie 1553       | Duce de Cornwall, Conte de Chester | –                                                                                              |
|         | Henric Frederick Stuart                                     | Iacob I            | 19 februarie 1594  | 24 martie 1603                   | 4 iunie 1610                 | 6 noiembrie 1612                                       | 6 noiembrie 1612   | Duce de Cornwall și de Rothesay, Conte de Chester și de Carrick, Baron Renfrew, Prinț și Mare Locțiitor al Scoției                                                                      | –                                                                                              |
|         | Charles Stuart, mai târziu Carol I                          | Iacob I            | 19 noiembrie 1600  | 6 noiembrie 1612                 | 4 noiembrie 1616             | 27 martie 1625 a devenit rege                          | 30 ianuarie 1649   | Duce de Cornwall, de Rothesay, de York și de Albany, Marchiz de Ormonde, Conte de Chester, de Carrick și de Ross, Lord Ardmannoch, Baron Renfrew, Prinț și Mare Locțiitor al Scoției    | –                                                                                              |
|         | Charles Stuart, mai târziu Carol al II-lea                  | Carol I            | 29 mai 1630        | 29 mai 1630                      | declarat c. 1638-1641        | 30 ianuarie 1649 titlu abolit (a devenit rege la 1660) | 6 februarie 1685   | Duce de Cornwall și de Rothesay, Conte de Chester și de Carrick, Baron Renfrew, Prinț și Mare Locțiitor al Scoției                                                                      | –                                                                                              |
|         | James Francis Edward Stuart                                 | Iacob al II-lea    | 10 iunie 1688      | 10 iunie 1688                    | c. 4 iulie 1688              | 11 decembrie 1688 Tată deposedat                       | 1 ianuarie 1766    | Duce de Cornwall și de Rothesay, Conte de Chester și de Carrick, Baron Renfrew, Prinț și Mare Locțiitor al Scoției                                                                      | –                                                                                              |
|         | George Augustus, mai târziu George al II-lea                | George I           | 10 noiembrie 1683  | 1 august 1714                    | 27 septembrie 1714           | 11 iunie 1727 a devenit rege                           | 25 octombrie 1760  | Duce de Cornwall, de Rothesay și de Cambridge, Conte de Chester, de Carrick și de Milford Haven, Viconte Northallerton, Baron Renfrew și Tewkesbury, Prinț și Mare Locțiitor al Scoției | Caroline de Ansbach                                                                            |
|         | Frederick Louis                                             | George al II-lea   | 1 februarie 1707   | 11 iunie 1727                    | 8 ianuarie 1729              | 31 martie 1751                                         | 31 martie 1751     | Duce de Cornwall, de Rothesay și de Edinburgh, Conte de Chester, de Carrick și de Eltham, Viconte Launceston, Baron Renfrew și Snowdon, Prinț și Mare Locțiitor al Scoției              | Prințesa Augusta de Saxa-Gotha                                                                 |
|         | George William Frederick, mai târziu George al III-lea      | George al II-lea   | 4 iunie 1738       | 31 martie 1751                   | 20 aprilie 1751              | 25 octombrie 1760 a devenit rege                       | 29 ianuarie 1820   | Duce de Edinburgh, Conte de Chester și de Eltham, Viconte Launceston, Baron Snowdon | –                                                                                              |
|         | George Augustus Frederick, mai târziu George al IV-lea      | George al III-lea  | 12 august 1762     | 12 august 1762                   | 19 august 1762               | 29 ianuarie 1820 a devenit rege                        | 26 iunie 1830      | Prinț Regent, Duce de Cornwall și de Rothesay, Conte de Chester și de Carrick, Baron Renfrew, Prinț și Mare Locțiitor al Scoției                                                        | Caroline de Brunswick                                                                          |
|         | Albert Edward, mai târziu Eduard al VII-lea                 | Victoria           | 9 noiembrie 1841   | 9 noiembrie 1841                 | 8 decembrie 1841             | 22 ianuarie 1901 a devenit rege                        | 6 mai 1910         | Duce de Cornwall și de Rothesay, Conte de Chester, de Carrick și de Dublin, Baron Renfrew, Prinț și Mare Locțiitor al Scoției                                                           | Alexandra a Danemarcei                                                                         |
|         | George, mai târziu George al V-lea                          | Eduard al VII-lea  | 3 iunie 1865       | 22 ianuarie 1901                 | 9 noiembrie 1901             | 6 mai 1910 a devenit rege                              | 20 ianuarie 1936   | Duce de Cornwall, de Rothesay și de York, Conte de Chester, de Carrick și de Inverness, Baron Renfrew și Killarney, Prinț și Mare Locțiitor al Scoției                                  | Mary de Teck                                                                                   |
|         | Edward mai târziu, Eduard al VIII-lea, apoi Duce de Windsor | George al V-lea    | 23 iunie 1894      | 6 mai 1910                       | 23 iunie 1910                | 20 ianuarie 1936 a devenit rege                        | 28 mai 1972        | Duce de Cornwall și de Rothesay, Conte de Chester și de Carrick, Baron Renfrew, Prinț și Mare Locțiitor al Scoției                                                                      | –                                                                                              |
|         | Charles al III-lea                                          | Elisabeta a II-a   | 14 noiembrie 1948  | 6 februarie 1952                 | 26 iulie 1958                | 8 Septembrie 2022 A devenit rege.                      | –                  | Duce de Cornwall și de Rothesay, Conte de Chester și de Carrick, Baron Renfrew, Prinț și Mare Locțiitor al Scoției                                                                      | Lady Diana Spencer, Prințesă a Țării Galilor; Camilla Shand, Regina Consoartă a Regatului Unit |
|         | William, Prinț al Țării Galilor                             | Charles al III-lea | 21 iunie 1982      | 8 septembrie 2022                | 9 septembrie 2022            | –                                                      | –                  | Duce de Cornwall și de Rothesay (în Scoția), Duce de Cambridge, Conte de Strathearn și de Carrick, Baron Renfrew și Carrickfergus, Prinț și Mare Locțiitor al Scoției                   | Catherine, Prințesă a Țării Galilor                                                            |